# Jonas Magnus Stiernstolpe
Jonas Magnus Stiernstolpe, född 8 december 1777 Stenkvista socken i Södermanland, död 17 september 1831 i Stockholm, var en svensk ämbetsman, författare, översättare och målare.

## Biografi
Jonas Magnus Stiernstolpe var son till gränstullnären Pehr Fredrik Stiernstolpe och Ulrika Eleonora Silfwerbrand. Han gick i skola i Strängnäs och blev informator till bröderna Beskow 1802, av vilka Bernhard von Beskow var den ene och han kom fram till sin död att tillhöra den Beskowska umgängeskretsen. Stiernstolpe hade då redan skrivit Wilhelm, en komisk roman (1801) men inte nått någon framgång utan fortsatte istället med översättningar, verk av bland andra Horatius, Aloys Blumauer, Christoph Martin Wieland, Voltaire, Alexander Pope och Cervantes. Han avlade sedan kansliexamen i Uppsala och anställdes vid Krigsexpeditionen i Stockholm där han 1818 befordrades till förste expeditionssekreterare. Han omtalas som en passionerad älskare af målning och musik och utövade på amatörnivå ett konstnärskap och finns representerad vid Uppsala universitetsbibliotek med ett tecknat självporträtt. Han var en av medelpunkterna i Stockholms sällskapsliv på 1810- och 1820-talen och var medlem i den litterära klubben De sju vise.
Till svenska översatte han Don Quixote i sin helhet, alla fyra delarna, från det spanska originalet. Det gavs ut i bokform 1818–1819 under titeln Den tappre och snillrike riddaren don Quixotes af Mancha lefverne och bedrifter.